# Brava! World Tour
Brava! World Tour fue el nombre de la novena gira musical de la cantante mexicana Paulina Rubio, destinada para promocionar su décimo álbum de estudio, Brava! (2011). La gira comenzó con gran éxito el 2 de febrero de 2012 en la ciudad del zapato, León (Guanajuato) en México. Durante casi 8 meses, sólo contó con una etapa en México y Estados Unidos, aunque se presumió que se recorrería por toda Latinoamérica y Europa, de ahí su nombre World Tour. Sin embargo las fechas de las presentaciones de esos lugares nunca fueron revelados.
Esta gira fue considerada como una de las más pequeñas que la cantante ha realizado en toda su carrera musical, sin embargo logró tener éxito en varias ciudades. Tras su primera aparición en la ciudad de León, la cantante se sorprendió al estar rodeada por más de 2500 espectadores. Lo mismo sucedió en la Macroplaza del Malecón en Veracruz. Pero en las fiestas patrias que se celebró en el Centro Expositor y de Convenciones de Puebla triunfó al interpretar 16 de su éxitos ante 2000 personas. De igual manera presentándose en el mes de septiembre en la plaza de Toros “Fermín Rivera”, en San Luis Potosí, reportando un lleno total.

## Repertorio
Dependiendo del lugar que visitaba influía en el repertorio de las canciones que Paulina Rubio iba a interpretar durante su concierto. La gira recorrió auditorios, palenques y en algunas ocasiones en festivales nacionales e internacionales. En ciudades como León y Guadalajara se presentó en palenques, cuyo formato presenta como Pau-Lenques —un show especial que la cantante realiza sólo en México—, por lo tanto la mayoría de sus canciones se conformaba por rancheras modernas.
| Pau-lenque (Feria de León) León |
| --- |
| 1. «Causa y Efecto» 2. «Ni Una Sola Palabra» 3. «Lo Haré Por Ti» 4. «Todo Mi Amor» 5. «Yo No Soy Esa Mujer» 6. «El Último Adiós» 7. «Volvamos A Empezar» 8. «Me Voy» 9. «Dame Otro Tequila» 10. «Ni Rosas Ni Juguetes» 11. «Nada Puede Cambiarme» 12. «Mío» 13. «Me Gustas Tanto» Cierre: Encore 1. «México, México» 2. «Te Quise Tanto» 3. «Y Yo Sigo Aquí» |

| Arena Ciudad de México |
| --- |
| 1. «Me Gustas Tanto» 2. «Lo Haré Por Ti» 3. «Enamorada» 4. «Ni Una Sola Palabra» 5. «My Friend, Mi Amigo» 6. «Baila Casanova» 7. «Algo Tienes» 8. «Me Voy» 9. «Hoy Me Toca A Mi» 10. «Yo No Soy Esa Mujer» 11. «Que Estuvieras Aquí» 12. «Todo Mi Amor» 13. «El Último Adiós» 14. «Volvamos A Empezar» 15. «Causa y Efecto» 16. «Sabes Que Te Amo» 17. «Heat of the Night» 18. «Boys Will Be Boys» 19. «Nada Fue Un Error» (junto a Reik) 20. «Acelerar» (junto a Timbiriche) Cierre: Encore I 1. «Don't Say Goodbye» 2. «Ni Rosas Ni Juguetes» Cierre: Encore II 1. «Te Quise Tanto» 2. «Mío» 3. «Y Yo Sigo Aquí» |

| Nokia Theatre Los Ángeles |
| --- |
| 1. «Me Gustas Tanto» 2. «Lo Haré Por Ti» 3. «All Around The World» 4. «Ni Una Sola Palabra» 5. «Nada Puede Cambiarme» 6. «Baila Casanova» 7. «Te Quise Tanto» 8. «Me Voy» 9. «Hoy Me Toca A Mi» 10. «Yo No Soy Esa Mujer» 11. «Ni Rosas Ni Juguetes» 12. «Heat of the Night» 13. «El Último Adiós» 14. «Volvamos A Empezar» 15. «Causa y Efecto» 16. «Sabes Que Te Amo» 17. «Don't Say Goodbye» 18. «Boys Will Be Boys» Cierre: Encore 1. «Melodía De Tu Alma» 2. «Mío» 3. «Y Yo Sigo Aquí» |

| Pau-lenque (Fiestas de Octubre) Guadalajara |
| --- |
| 1. «Causa y Efecto» 2. «Ni Una Sola Palabra» 3. «Lo Haré Por Ti» 4. «Todo Mi Amor» 5. «Yo No Soy Esa Mujer» 6. «El Último Adiós» 7. «My Friend, Mi Amigo» 8. «Dame Otro Tequila» 9. «Ni Rosas Ni Juguetes» 10. «Me Voy» 11. «Golpes En El Corazón» 12. «Te Quise Tanto» 13. «Mío» 14. «Nada Fue Un Error» 15. «Nada Puede Cambiarme» Cierre: Encore 1. «Me Gustas Tanto» 2. «Y Yo Sigo Aquí» |

## Fechas
| Norteamérica             |                  |                |                                          |
| 2 de febrero de 2012     | León             | México         | Palenque Feria de León                   |
| 18 de febrero de 2012    | Veracruz         | México         | Macro Plaza                              |
| 11 de marzo de 2012      | Huachinango      | México         | Teatro del Pueblo                        |
| 17 de marzo de 2012      | Acapulco         | México         | Fórum Mundo Imperial                     |
| 31 de marzo de 2012      | Texcoco          | México         | Palenque Feria del Caballo               |
| 27 de abril de 2012      | Ciudad de México | México         | Arena Ciudad De México                   |
| 28 de abril de 2012      | Monterrey        | México         | Arena Monterrey                          |
| 3 de mayo de 2012        | Hermosillo       | México         | Palenque de la Expo Ganadera Sonora 2012 |
| 5 de mayo de 2012        | New Orleans      | Estados Unidos | New Orleans Jazz & Heritage Festival     |
| 21 de julio de 2012      | Los Ángeles      | Estados Unidos | Nokia Theatre                            |
| 16 de agosto de 2012     | Ensenada         | México         | Rancho San Gabriel                       |
| 18 de agosto de 2012     | San Luis Potosí  | México         | Palenque de San Luis                     |
| 27 de agosto de 2012     | Fresnillo        | México         | Teatro del Pueblo                        |
| 15 de septiembre de 2012 | Puebla           | México         | Centro Expositor                         |
| 22 de septiembre de 2012 | San Luis Potosí  | México         | Plaza de Toros                           |
| 27 de octubre de 2012    | Guadalajara      | México         | Palenque de Guadalajara                  |

Fuentes: